# Каха Імнадзе
Каха Імнадзе (груз. კახა იმნაძე; нар. 4 лютого 1969, Тбілісі) — грузинський дипломат. Надзвичайний і Повноважний Посол. Постійний представник Грузії при Організації Об'єднаних Націй (з 2013).

## Життєпис
Народився 4 лютого 1969 року в Тбілісі. Закінчив Тбіліський державний університет, отримавши ступінь магістра англійської мови та літератури. Володіє грузинською (рідною), англійською, французькою та російською мовами.
У 1987—1989 рр. — військова служба на посадах сержанта та командира взводу.
У 1989—1992 рр. — стажер у Міністерстві закордонних справ Грузії, де згодом обіймав ряд посад від 3-го секретаря до заступника начальника відділу Політичного управління.
У 1992—1993 рр. — заступник начальника Департаменту Південно-Східної Азії МЗС Грузії;
У 1993—1994 рр. — начальник Західноєвропейського департаменту МЗС Грузії;
У 1994—1998 рр. — заступник голови місії Грузії при НАТО. Одночасно він був політичним радником посольства Грузії в Королівстві Бельгія, Королівстві Нідерландів і Великому Герцогстві Люксембург.
У 1998—2000 рр. — заступник секретаря Ради національної безпеки Грузії, курував питання оборони та зовнішньої політики, роботу виконавчого секретаріату ради;
У 2000—2003 рр. — помічник президента та речник/прес-секретар президента Грузії Едуарда Шеварднадзе;
У 2005—2007 рр. — науковий співробітник Центру досліджень конфліктів (CSRC) у Камберлі, Велика Британія;
У 2009—2013 рр. — програмний директор Грузинського інституту російських досліджень;
У 2012—2013 рр. — член правління Грузинської асоціації політичних наук;
З 1 липня 2013 року — Постійний представник Грузії при Організації Об'єднаних Націй.